# Tridentella japonica
Tridentella japonica is een pissebed uit de familie Tridentellidae. De wetenschappelijke naam van de soort is voor het eerst geldig gepubliceerd in 1910 door Thielemann.